# آب اسک
آب اسک روستایی از توابع بخش لاریجان شهرستان آمل در استان مازندران ایران است.

## جمعیت
این روستا در دهستان بالا لاریجان قرار داشته و براساس آخرین سرشماری مرکز آمار ایران که در سال ۱۳۸۵ صورت گرفته، جمعیت ثابت (دائم سکونت) آن ۵۸۱ نفر (۱۷۰خانوار) بوده‌است. مردم آب اسک از قومیت طبری هستند که ریشه آن به قوم تپوری می‌رسد. مردم آب اسک به زبان طبری (مازندرانی) سخن میگویند.

## جاذبه‌ها
طبیعت زیبای روستای اسک و آب و هوای معتدل آن موجب شده‌است که در تمامی ایام سال، گردشگران بسیاری به این روستا سفر نمایند.

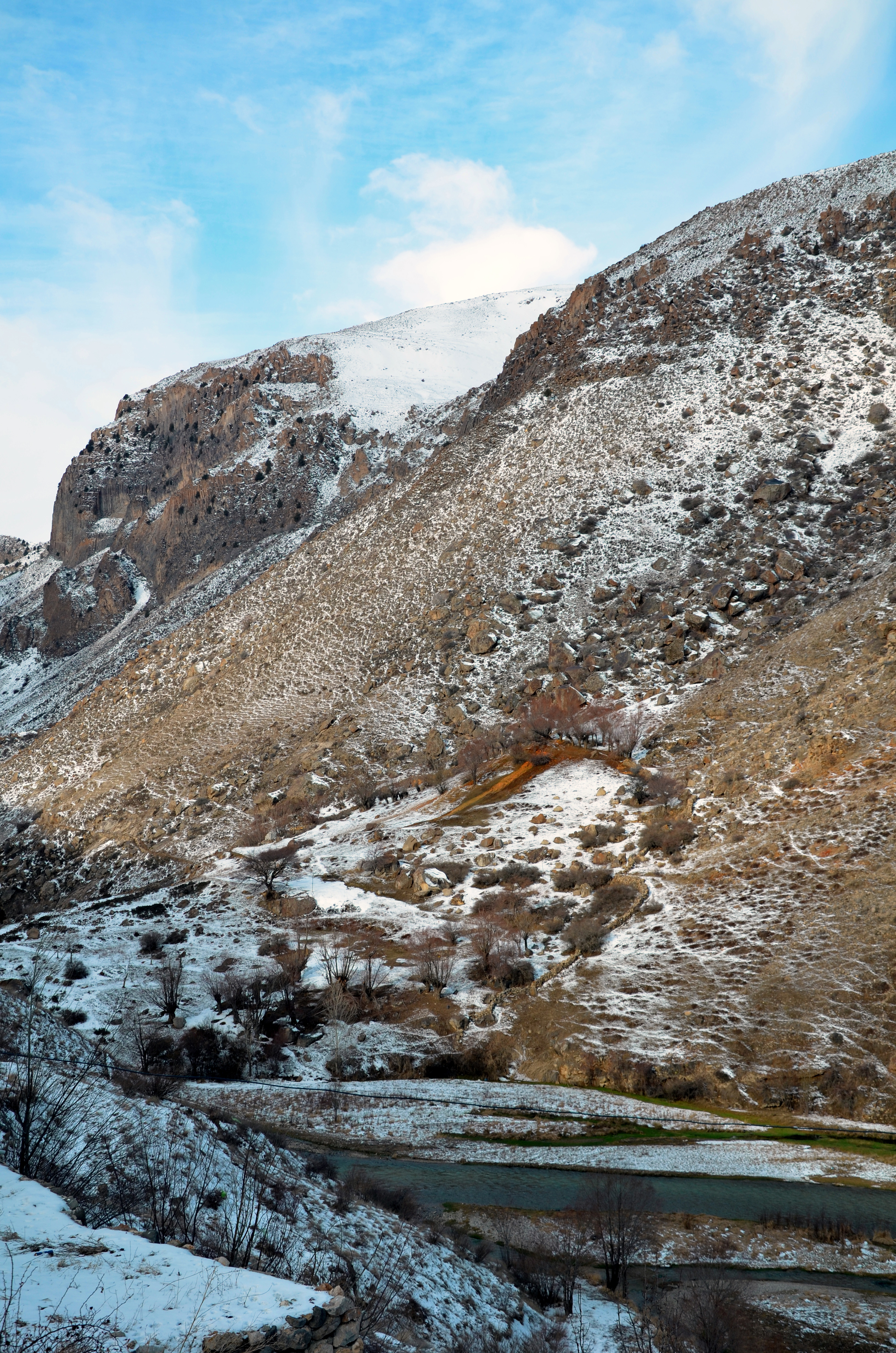
محدوده آب اسک.

- رودخانه هراز که از رشته کوه‌های البرز سرچشمه می‌گیرد حواشی مناسبی برای اتراق گردشگران فراهم آورده‌است.

چشمه‌های آبگرم روستا که از دل زمین می‌جوشد با املاح فراوان و مواد گوگردی برای درمان بسیاری از بیماری‌های پوستی و درد مفاصل مفید است و همه ساله، گردشگران بسیاری را به سوی خود جذب می‌کند.
- چشمه آب فرنگی یا آب آهن در بالا دست روستا، واقع شده‌است که برای درمان بیماری‌های کمخونی توصیه شده‌است.
- غار آب اسک در دره هراز واقع شده‌است. حدود یک ساعت از روستای پیاده‌روی دارد که از کنار ارتفاعات و حواشی رود هراز می‌گذرد. طول غار در حدود ۳۷۰ متر است و مسیرهای متعدد کوچکی نیز دارد. دهانه آن بسیار بزرگ و بلند است. مسیر دسترسی به غار تا حدودی نیاز به مهارت در کوه‌نوردی دارد. در تمام طول مسیر قله دماوند در قسمت شمال جاده هراز قابل رویت است.

در ضلع مشرف به پرتگاه، سوراخ دیده‌بانی تعبیه شده‌است. غار دیگری به طول ۳۷۰ متر با شعبات متعدد کوچک، با دهانهای بزرگ و مرتفع در دل کوه وجود دارد.
- دریاچه امامزاده علی در نزدیکی این روستا در نتیجهٔ زمین لغزه در مسیر رود هراز به وجود آمده‌است.
- اسک وش، مرتع مرغوب و زیبایی است که در نزدیکی محل برف چال قرار دارد و چشمانداز باغه و بافت سنتی آن بسیار جالب توجه است.
- بقعه امامزاده اصغر و امامزاده فاضل دو زیارتگاه مذهبی روستاست که در بین مردم احترام خاصی دارند.
- قلعه سنگی هم یکی دیگر از جاذبه هاست.

## آیین‌ها و سنت

### برف چال
برف چال که در گویش مازندرانی وَرفِ چال varf-e cal خوانده می‌شود به لحاظ واژه‌شناسی به معنای «گودال برف» است.
آیین برف چال ریشه تاریخی و مذهبی دارد و پیشینه این مراسم به دوره آل بویه، در طبرستان، بازمی‌گردد. رسم برف چال از رسم‌هایی است که زمان اجرای آن بستگی به زیست طبیعی وجو آب و هوایی و وجود برف در منطقه دارد.
در این مراسم بزرگ در روستای آب اسک خانواده کسانی که تازه ازدواج کرده اند، باید راوردان (شیرینی و تخم مرغ آب پز) تهیه کنند و بین مردم در مراسم پخش کنند.

## افراد سرشناس
- عبدالعلی لطفی: سیاستمدار و حقوق‌دان، وزیر دادگستری ایران در دولت محمد مصدق
- امیر مکرم: از امیران لشکر ناصرالدین‌شاه
- عباسقلی‌خان لاریجانی:  معروف به سرتیپ از امیران لشکر ناصرالدین‌شاه
- مجید زال:نظامی